# Моравська Сербія

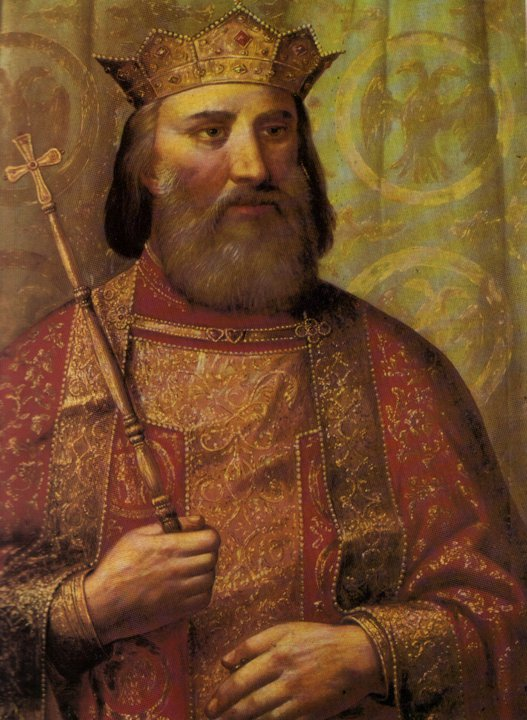
Лазар Хребелянович

Моравська Сербія (серб. Моравска Србија, Moravska Srbija) — середньовічна сербська держава, що утворилася після розпаду Сербської імперії. Моравська Сербія стала останньою сербською державою перед османським пануванням. Засновником держави був Лазар Хребелянович, згодом канонізований православною церквою Сербії як святий.

## Історія
Лазар Хребелянович почав створення держави з областей роздрібленого Сербського Царства, почавши з передмістя Призрену. Трохи пізніше він почав зміцнювати державу, межі якої до 1375 дійшли до Крушевацу. Хоча раніше пообіцявши Стефану Урошу допомогу, він пізніше відмовився взяти участь у битві на Мариці,  де Сербська армія зазнала поразки в боях проти Османської імперії . Незабаром після цього помер і Стефан Урош, який був останнім царем Сербського царства з династії Неманичів.
Незабаром після цього Лазар приєднався до династичного роду Неманичів, одружившись з Міліцою Неманич.
Правителі
- Лазар Хребелянович (1371–1389)
- Стефан Лазаревич (1389–1402).